# Сельское поселение Нижнее Санчелеево
Сельское поселение Нижнее Санчелеево — муниципальное образование в Ставропольском районе Самарской области.
Административный центр — село Нижнее Санчелеево.

## Состав сельского поселения
| № | Населённый пункт  | Тип населённого пункта       | Население |
| - | ----------------- | ---------------------------- | --------- |
| 1 | Нижнее Санчелеево | село, административный центр | ↗2300     |
| 2 | Новая Васильевка  | посёлок                      | 17        |